# Cadence Design Systems
Cadence Design Systems (abr. NASDAQ: CDNS) és una empresa multinacional dels Estats Units d'Amèrica que es dedica al disseny de programari per al sector electrònic. Cadence produeix programari per a dissenyar circuits integrats (IC), SoC) i circuits impresos (PCB). Fou creada l'any 1988 com a resultat de la fusió de SDA Systems i ECAD Inc. La seva seu és a San José (Califòrnia).

## Productes
- Orcad/PSpice: eines de disseny de PCB per a petits equips de treball.
- Allegro Platform: eines de disseny de IC/SoC i PCB.
- Virtuoso Platform: eines per a dissenyar IC/SoC.
- Incisive Platform: eines de simulació i verificació funcional de circuits digitals.[2]